# Castell de Vilafortuny
El castell de Vilafortuny, situat al veïnat de Vilafortuny al terme municipal de Cambrils, (Baix Camp), declarat Bé cultural d'interès local.
És un edifici de caràcter defensiu i militar del qual els orígens es remunten al segle xii. S'hi han trobat diverses restes dels Cossetans que van habitar la contrada on actualment hi ha el castell. Era el nucli senyorial d'una antiga població que hi va créixer al voltant format per diversos masos.

## Descripció
El castell està situat dins el nucli de la vila del principi del segle xii, que pertanyia a la senyoria de Guillem de Fortuny. Amb el pas del temps ha estat molt restaurat i s'han conservat pocs elements de l'època medieval. És de base rectangular amb dues plantes, té un pati interior amb una petita capella amb campanar d'espadanya. El teulat és de dues vessants. Les façanes, recobertes de ciment, foren repicades pels actuals propietaris i ara s'observa la pedra original de l'edifici. Presenta dos cossos annexes i una torre de planta quadrada coronada amb merlets. Hi ha finestres amb llindes d'època medieval, amb arabescs i arcs conopials.

## Història
Recentment, al 2019, s'ha descobert que el castell està edificat sobre la part més elevada d'una petita ciutat de la tribu ibèrica dels Cossetans. Una part de les restes ha de ser encara investigada arqueologicament. Els primers indicis apunten l'existència d'una població protegida per muralles, que hauria estat possiblement afectada durant la Segona Guerra Púnica.
L'any 1152, Vilafortuny surt esmentat per primera vegada en la carta de població de Cambrils, on s'esmenta que s'havia adjudicat a Guillem de Fortuny, i és citat de nou com a límit amb Cambrils al 1178. El 1154 Guillem Fortuny declarava que només reconeixia com a senyor el comte de Barcelona, i que no obeiria a cap dels altres senyors. El 1194 l'església de Vilafortuny ja donava servei a la població.
El gener de 1220 els seus propietaris, Bernat de Benaiges i la seva muller Maria, van decidir entrar en la vida monàstica, ell a Santes Creus i ella a Vallbona de les monges, i cadascun va aportar al respectiu monestir 1.000 sous sobre del Castell de Vilafortuny, i van fer altres donacions a l'arquebisbe de Tarragona. El 1292 el rei Jaume II permutà tots els drets i delmes que hi tenia a Vialfortuny amb l'arquebisbe a canvi d'altres drets sobre de Mont-roig i Alcover, però el desembre de 1391 l'arquebisbe Ènnec de Vallterra comprà al rei tots els drets que aquell tenia sobre Vilafortuny. El 1341, el senyor de Vilafortuny era Arnau Roger de Pallars, i va ser previngut per l'arquebisbe perquè estigués preparat per a la guerra de Castella.
L'any 1376, davant de Vilafortuny, les tropes reials van derrotar les de l'arquebisbe i la ciutat de Tarragona.

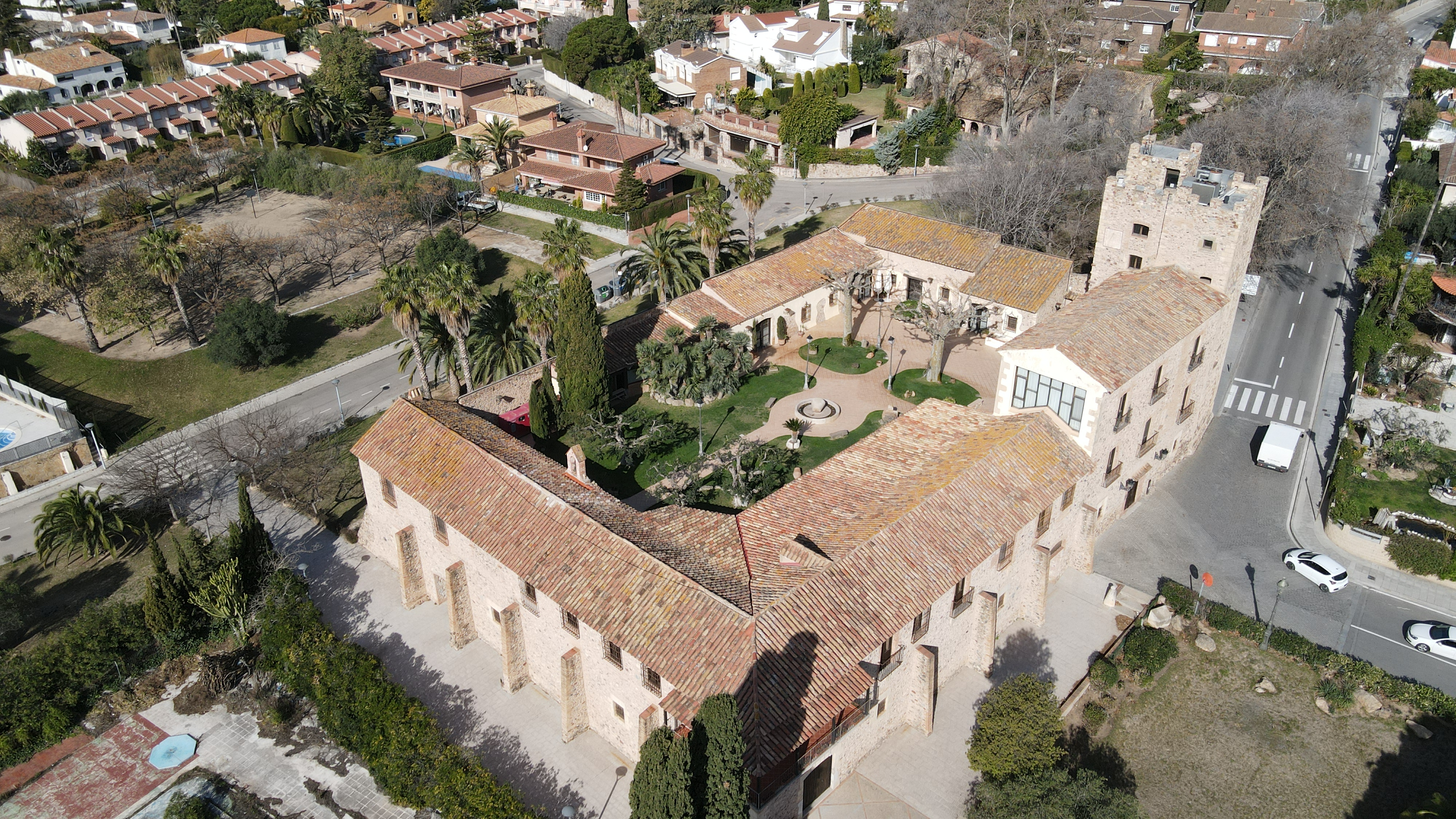
Castell de Vilafortuny v.d.

El 1378 hi havia 17 llars. Vilafortuny, constava com a feu de Joan d'Olzinelles i formava part de la Comuna del Camp de Tarragona. El 1391 l'arquebisbe adquireix tots els drets que el rei tenia sobre Vilafortuny.
El 1413 tenia només 4 llars, 1 a 1497, 7 a 1515 i 3 el 1553. El lloc es despoblava i el 1442, el seu nou senyor feudal, Galceran Desprats, va obtenir del consell tarragoní franquícies per a tothom que anés a repoblar-lo.
Pirates i corsaris van atacar i assetjar la costa, sobretot Salou, Vila-seca i altres indrets durant els segles XV i XVI i finalment al juliol de 1582 set galions sarraïns desembarquen a Vilafortuny i aquest cop destrueixen el castell.
La població va declinar arran els atacs de pirates i de les febres palúdiques. El 1763 es trobava deshabitat. Fou comprat pel comerciant reusenc Salvador de March, que el rehabilità. A la primera meitat del segle xix tenia 40 habitants i va ser incorporat al terme de Cambrils.
Després de l'època senyorial, quan el castell va passar a mans privades, va ser propietat dels descendents de Salvador de March, Joaquim de Miró i de March i Ferran de Miró i d'Ortaffà, i després de la família Castellarnau de Tarragona i, després, va passar a mans de la marquesa de la Mesa de Asta. En aquesta època el castell tenia premsa d'oli i de vi, celler, mina d'aigua amb la seva bassa, uns grans corrals de porcs i pastures per a vedells i vaques. A més, el castell disposava d'una capella on se celebrava missa quan venien els amos o quan hi havia colònies.
Durant la Guerra Civil, l'edifici fou assaltat per milicians republicans i, posteriorment, s'hi instal·laren les Brigades Internacionals. Els soldats van construir trinxeres de fusta amb espitlleres per canons al pinar de Vilafortuny per tal de defensar la costa. Mentrestant els pagesos dels masos del voltant havien cavat els seus propis refugis sota els masos o sota un garrofer. Curiosament el castell de Vilafortuny no va ser mai bombardejat durant la guerra. Poc abans que el bàndol franquista ocupés la comarca, les tropes que s'allotjaven al castell de Vilafortuny van fugir cap al nord. El dia 15 de gener de 1939, els nacionals ocupaven el Camp de Tarragona, i un petit grup de militars es va arribar al castell per anunciar el canvi de règim.
Amb el boom turístic l'edifici fou comprat pel grup Curt, una empresa del grup Rumasa, que hi feu una rehabilitació. Després d'una fase de semiabandonament, el castell fou comprat per un particular l'any 2000, la família Aparici. Ha sofert nombroses modificacions, recentment ha estat restaurat pel seu propietari actual, de la mà del restaurador Paco López Villegas, conservant la torre mestra i el pont d'accés al recinte emmurallat d'origen medieval.
El castell està catalogat com a Bé Cultural d'Interès Local i actualment acull un establiment d'hostaleria dedicat a la celebració de bodes i banquets.